# Gleisi Hoffmann
Pour les articles homonymes, voir Hoffmann.
Gleisi Helena Hoffmann, née le 6 septembre 1965 à Curitiba, est une avocate et femme politique brésilienne,. Elle est présidente du Parti des travailleurs (PT) depuis 2017.

## Biographie
Née en 1965 à Curitiba, dans le sud du Brésil, Gleisi Hoffmann reçoit une éducation catholique dans un collège dirigé par des sœurs bernardines. À l’âge de 14 ans, elle souhaite devenir religieuse, mais sa famille n'accepte pas de la laisser partir seule au siège de la congrégation. Elle poursuit alors ses études au collège Medianeira, tenu par les jésuites.
Au lycée, inspirée par la théologie de la libération, elle s'engage à l’Union brésilienne des étudiants du secondaire (Ubes), puis au Parti des travailleurs dans les années 1980. 
Gleisi Hoffmann fait partie de l’équipe de transition du président Luiz Inacio Lula da Silva au début des années 2000. Elle devient ensuite directrice financière du barrage d’Itaipu Binacional. Élue sénatrice en 2010 dans son État d’origine, elle est remarquée par Dilma Rousseff, qui la nomme à la tête du gouvernement un an plus tard.